# Freaky Girls
Freaky Girls è un singolo della rapper statunitense Megan Thee Stallion, pubblicato l'8 gennaio 2021 come terzo estratto dal primo album in studio Good News.

## Descrizione
Il brano, che vede la partecipazione della cantante statunitense SZA, è stato descritto come un brano G-funk influenzato dall'hip hop degli anni Novanta. Contiene un sample tratto da Freak like Me di Adina Howard.

## Classifiche
| Classifica (2020) | Posizione massima |
| ----------------- | ----------------- |
| Stati Uniti       | 101               |